# 鳩カメラ

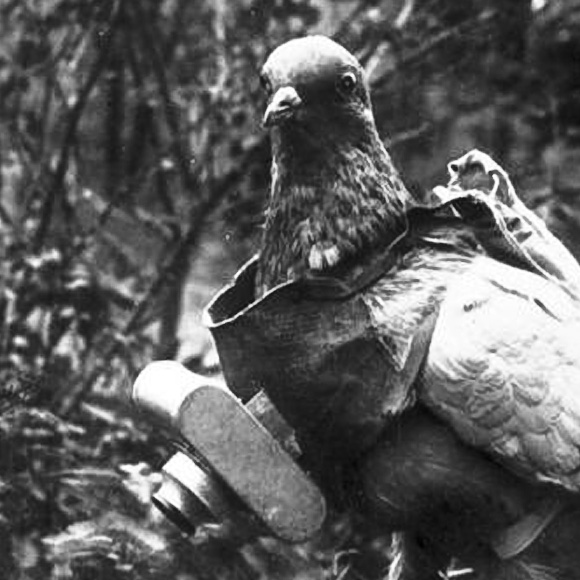
ドイツ製のミニチュア・カメラを抱えた鳩（おそらく第一次回大戦中に撮影された写真）

鳩カメラ（はとカメラ）は、ドイツ人のユリウス・ノイブロンナーが1907年に発明した写真の空中撮影技術である。彼は薬剤師で、医薬品の配達にも鳩を使っていた。伝書鳩にアルミの前部ハーネスを着せて、タイマー機能付きの軽いミニチュアカメラを取り付ける、というのが彼のアイデアだった。ドイツでははじめ特許が認められなかったが、ノイブロンナーが鳩を使って撮った写真が本物と確認されたため1908年12月にあらためて特許として認められた。ノイブロンナーは自分のやり方を本にして1909年のドレスデン国際写真連盟で発表したほか、1910年にフランフルト国際航空展やパリ航空ショーでは写真をポストカードにして販売した。
かつては空中査察に鳩カメラを利用するなど軍事利用の可能性があると考えられていた。第一次世界大戦の戦場でテストを行うと、見込のありそうな結果が出たが、伝書鳩のための移動式の鳩小屋をどうするかという難問にぶつかった。大戦中に航空技術の完成度が急速に上がったため、鳩カメラに対する軍事方面からの関心はほぼ消えてしまい、ノイブロンナーも実験を放り出してしまった。しかし彼のアイデアは1930年代にスイスの時計職人の手によって短い間復活した。このときはドイツとフランスの軍部も関心を持ったと伝えられている。第二次世界大戦では大量の軍鳩が展開されたが、鳥による空中査察がどれだけ行われたかは不明である。アメリカ中央情報局(CIA)は、偵察のためバッテリー内蔵の鳩カメラを開発したが、その詳細についてはまだ機密指定が解除されていない。
鳩カメラには一定以上に小型で軽量のタイマー式カメラの製造と鳥類の訓練、操縦が必要であり、また同時にそれこそが難問でもある。写真が撮影されるタイミングを狙って鳩の位置や方向、スピードをコントロールする手段は限られるからである。2004年にイギリスBBCはごく小型のテレビカメラをハヤブサとオオタカに取りつけて実況中継を行った。今日では、研究者や、アーティスト、物好きな人たちが鳩カメラのように様々な動物にカメラを取り付けるクリッターカムを利用している。

## 起源

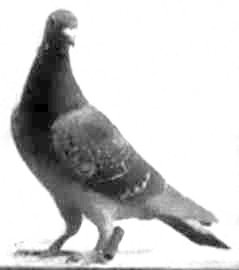
15回も気球に乗った5歳の伝書鳩

1858年に初めて空中から写真を撮影したのは、気球乗りとしても知られていたナダールである。1860年には、ジェームス・ウォレンス・ブラックがやはり気球から現存する最古の空中写真を撮影した。写真撮影の技術の進歩もあって、19世紀の終わりには無人の飛行体にカメラを搭載する人間が現れる。1880年代にはアルチュール・バテュが試験的に凧による空中撮影を行っている。彼に追随する人間は多く、ウィリアム・アブナー・エディーが同じように凧を使ってボストンを撮影した高品質な写真は非常に有名になった。アメデー・デニスは1888年にロケットにカメラとパラシュートを組み合わせて写真を撮ったし、アルフレッド・ノーベルも〔彼の意志をついだ人間が〕1897年にロケット写真を撮影している。
伝書鳩は、19世紀から20世紀初頭まで、民間の郵便にも軍鳩としても大量に使われた。1870年の普仏戦争では鳩が通信手段として大いに利用されたことで有名である。このときはトゥールからプロイセン軍に包囲されたパリには、5万通ものマイクロフィルム化した電報が鳩を通じて空から届けられた。同時に15万もの私的な電報や国の公式文書が配送されたという。1889年の帝政ロシア技術協会がサンクトペテルブルクで行った実験では、ロシア軍の気球部隊が空から写真を撮影し、当時開発されたコロジオンを使ったネガフィルムを鳩に運ばせて地上に送った。

## ユリウス・ノイブロンナー

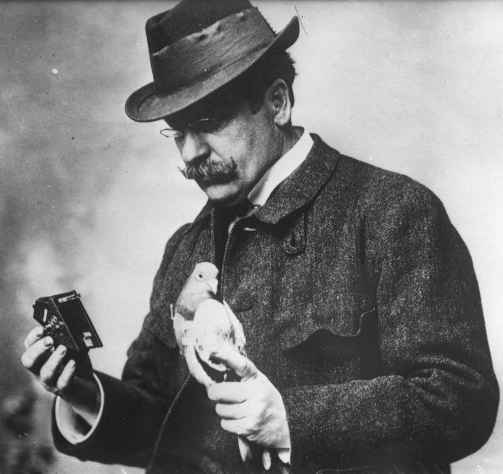
ユリウス・ノイブロンナー (1914年)

1903年に、ドイツのクローンベルクで薬剤師をしていたユリウス・ノイブロンナーは、半世紀前に父親がはじめた伝書鳩から処方箋を受け取る仕組みを復活させた。これはファルケンシュタインにあるサナトリウムから鳩を飛ばして処方箋を運ばせるものだった（3年後にこのサナトリウムは閉鎖されたため、この仕組みもなくってしまった）。彼は75グラムを上限として、急を要する薬の配達にはこの方法を使った。また迅速さを旨として、フランクフルトにある薬問屋にも自分の鳩を何羽か常駐させていた。ある時、彼の鳩が一羽だけ帰路で霧に迷ってしまったのに、4週間後に帰ってきたときには不思議なことにずいぶん栄養状態もよかったことがあった。ノイブロンナーはこのことをきっかけにして、鳩に自動で撮影するカメラを持たせ、その行先をたどるというアイデアを思いついた。つまり、伝書鳩とアマチュア写真という自分の二つの趣味を合体させる「ダブル・スポーツ」であった（後に判明したところでは、このときの鳩はヴィースバーデンのレストランで保護されていた）。
鉄道やそりから「ティッカ」〔イギリスのホートン社が製造した懐中時計型の小型カメラ〕で写真を撮影する実験に成功したノイブロンナーは、ハーネスとアルミの胸当てを使って鳩の胸に取り付けられる小型で軽いカメラの開発にとりかかった。木を使った30から75グラムのカメラを使い、鳩はこの積荷を運べるよう細心の注意を払って訓練が進められた。空中写真を撮るために、彼は1羽の鳩を家から100キロメートル離れた場所まで連れて行き、カメラを取り付けてから放った。鳥は積荷を下ろしてほしいので、ふつう50から100メートルの高度で家までまっすぐに飛んでいく。カメラには空気圧を利用して写真が撮影されるまでの時間差をつくる仕組みがそなわっていた。カメラという重荷を背負った鳩のために、鳩小屋は内部も入り口も広くつくられ、床板は弾力のある素材が使われた。

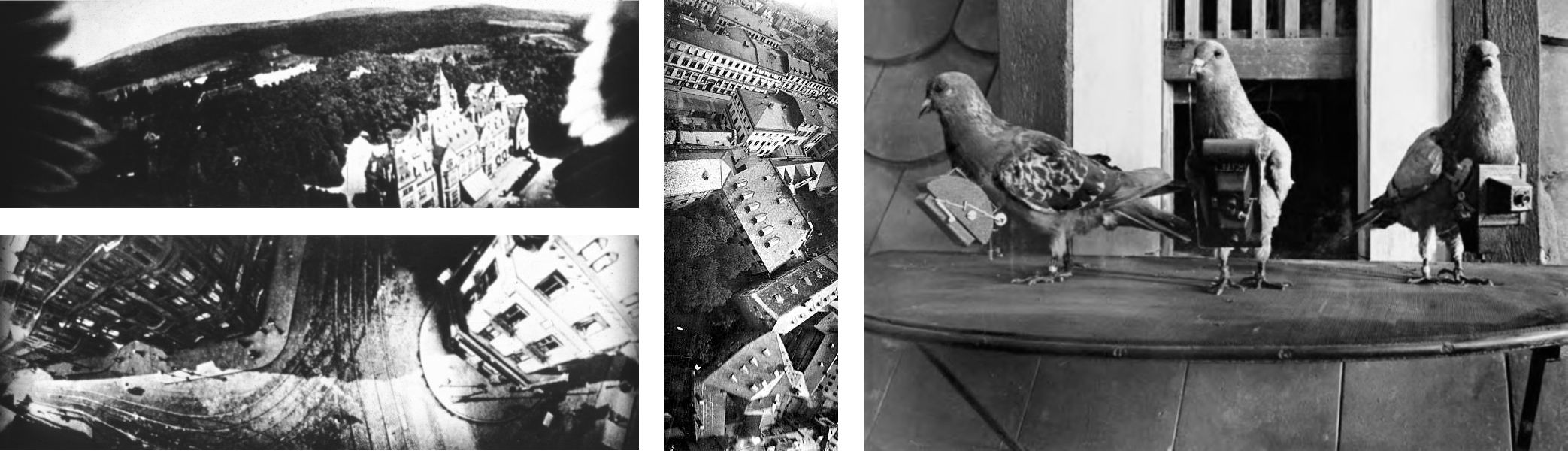
左上: シュロスホテル・クロンベルク　左下と中央：フランクフルト　右：カメラを取り付けられた鳩

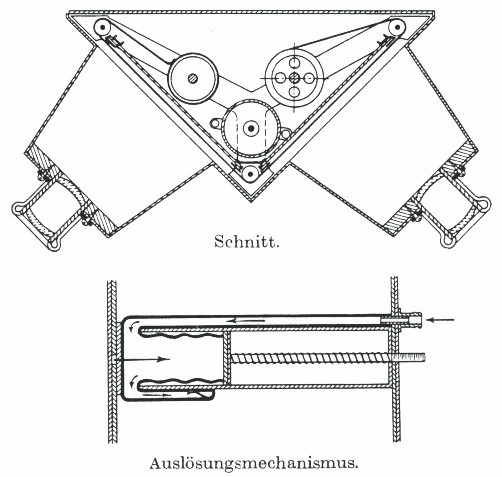
上: 特許を取得した、レンズが2つある鳩カメラの断面図下: 空気圧システムの図解。
チャンバーに空気がはいって膨らむことでカメラが動作する。底のごく細い穴からゆっくり空気が抜けることで、左側にピストンが戻るまでのあいだに露出が起こる

ノイブロンナーによれば、彼が考えたカメラのモデルは１ダースもあった。1907年には、特許の申請にこぎつけた。彼の考案した「上空から景観を撮影するための方法と手段」は、はじめは不可能であるという理由でドイツ特許庁から拒絶されたが、彼が提出した写真が本物と認められたことで、1908年12月に特許が認定された（拒絶されたのは伝書鳩の運搬能力について誤解があったためだった）。1909年にドレスデンで行われた国際写真展と1909年のフランクフルトで行われた国際航空展にノイブロンナーが出展したことで、彼の写真技術は非常に有名になった。ドレスデンに集まった観衆は、鳩が戻ってくるところをその目で見ることができたほか、この時に鳩が持ち帰った写真はポストカードにされた。ノイブロンナーの写真はこの時だけでなく1910年と1911年のパリ航空ショーなどでも賞を受賞した。

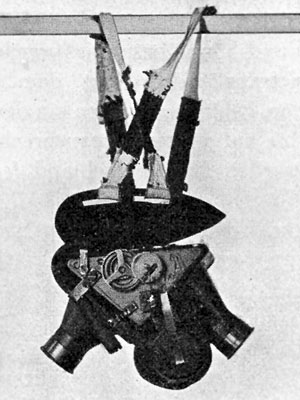
特許を取得した、胸当てとハーネスのついたカメラ

シュロスホテル・クロンベルク（所有者であるフリードリヒ皇后の名にちなんでシュロス・フリードリスホーフと呼ばれた）の写真は、偶然にも撮影者の翼の先が入り込んでいたために有名になった。1929年に毎週製作されたドイツのニュース映画の一部には、この写真が著作権を無視して使われていた。
1909年にノイブロンナーが出版した短い本には、彼が考案した5種類のカメラのモデルが解説されている。
1920年のパンフレットで、ノイブロンナーは自分のパノラマカメラがわずかに40グラム程度しかなく、12コマの撮影が可能だと説明している。2007年には、ある研究者がこの撮影媒体のレンズ、シャッター、スピードについてはほとんど情報がないと発言したことがあるが、ノイブロンナーは自分のパノラマカメラのフィルムはアドックスのものを使っていたとされている。このカメラは、彼の推計によるとフィルム感度はISO 25/15゜から ISO 40/17゜、シャッタースピードは1/60秒から1/100秒であった。フィルムは30ミリメートル×60ミリメートルの定型にカットされ、レンズが半円形に動作するのに逆らい余計な歪みができないように、このフィルムを凹形に曲げてカメラに入れられた。
1920年に、ノイブロンナーはこれまでの自分の10年を振り返り、それなりに苦労し、また出費もかさんだ鳩カメラという仕事に対する報いが、百科事典に載ったことと移動式の鳩小屋（後述）が戦争において有効だという副次的な技術革新への自己満足しかないことを自嘲した。
ノイブロンナーのパノラマカメラはベルリンのドイツ技術博物館とミュンヘンのドイツ博物館に展示されている。

## 第一次世界大戦

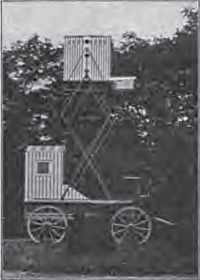
1909年の展覧会に出展されたノイブロンナーの鳩小屋と暗室

ノイブロンナーの発明は、軍事転用される公算があったことが彼の動機の一部であったことは否定できない。当時から写真による空中査察は可能ではあったが、気球、凧、ロケットを使うなどいずれにせよ大がかりなものであった。1903年にはライト兄弟が有人飛行を成功させ、第一次世界大戦中にはいわゆる観測機が導入され、技術的にも洗練されていった。それでも鳩を主に利用した写真撮影は、運用に難しい面はあったものの、他の撮影方法を補完できる、低空から撮影された鮮明な写真を持ってくるものと期待された。
プロイセンの陸軍省が関心を示したが、省内には懐疑論もあり、反対派を説得するにはデモンストレーションを成功してみせるしかなかった。鳩は比較的爆発にも反応が薄いことがわかったが、戦闘中に鳩小屋を移動させる必要が生じることにも懸念があった。しかし鳩はいくらか時間をかければ新しい小屋の場所を把握することができた。鳩小屋の移動先を最小限の再訓練で伝書鳩に認識させるという課題に取り組み、一定の成功をみたのが1880年前後のイタリア軍であった。フランス軍の砲兵隊長レノーは、鳩を巡回式の小屋で育てることでこの問題を解決した。ノイブロンナーがこの事に気づいていたかは定かではないが、あちこちを旅しながら各地のイベントでスタッフとして仕事する男を知っていて、彼が自分と同じく鳩の愛好家でありトレイラーハウスに鳩小屋を積んでいたという話を聞いたことがあったのだから、きっと何か解決方法があるに違いないと考えただろう。ドレスデンとフランクフルトの1909年の展示会で、ノイブロンナーは派手にカラーリングした、暗室と鳩小屋を組み合わせた小さな車を出展した。数か月にわたる入念な訓練の末、彼は若い鳩が鳩小屋を移動させた後にも帰ってくるこができるようにしつける事に成功した。
1912年に、ベルリンのテーゲルにある水道設備〔給水場〕を移動式の鳩小屋だけを使って撮影する仕事（1909年に始めた）を完了した。ほぼ10年近くにわたる交渉の末に、ストラスブルグの演習での実地試験が1914年8月に予定され、その後にこの発明を国が買い取ることになっていた。しかし、この計画は戦争の勃発によって頓挫してしまった。結局ノイブロンナーは自分が飼育している鳩と設備をすべて軍に提供してしまった。軍による戦場での試験の結果は良好であったものの、この技術が広く利用されることはなかった。
その代わりに、いわゆる消耗戦についての考え方が刷新された結果、かつての軍鳩が伝書鳩としてその役割が見直されることとなった。ノイブロンナーの移動式鳩小屋はヴェルダンの戦いでその真価を発揮した。ソンムの戦いでは同じような目的の設備がはるかに大規模に運用されていたことと比べれば、その有利さは明らかであった。しかし戦後になって、空中写真に鳩を利用するノイブロンナーの研究について、陸軍省は軍事的な利用価値はないものと判断し、これ以上の実験は正当化できないと結論づけた。
ワシントンD.C.の国際スパイ博物館には、第一次世界大戦で使われた鳩カメラと写真について小室を設けている。

## 第二次世界大戦

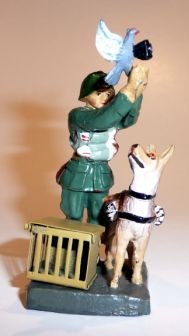
鳩カメラと軍犬を扱う兵士をかたどった玩具（ドイツ）

陸軍省の立場は第一次世界大戦の直後から明らかであったはずだが、1932年にドイツ軍が写真撮影のために鳩の訓練を行っていたことが伝えられている。ドイツの鳩カメラは、一度の飛行で200コマ分もの撮影が可能だったといわれている。同じ年に、フランス軍もまた鳩によるフィルムカメラ撮影や、前線の敵の背後で訓練した犬に鳥を放たせる手法を洗練させたとうたっている。

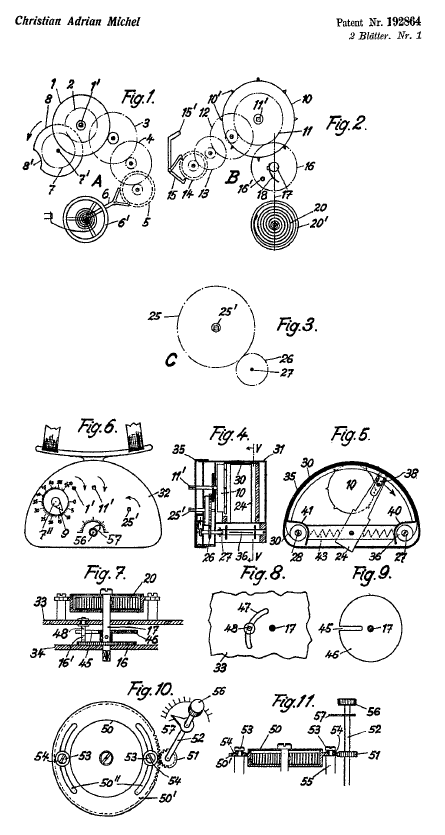
スイスの特許の図面から

軍鳩や移動式の鳩小屋は第二次世界大戦中に大いに利用されたにもかかわらず、そのうち空中写真を目的としていたものがどれだけの割合であったかについてはわかっていない。1942年のある報告書によれば、ソビエト軍は、放置されたドイツ軍のトラックや軍用犬を発見しているが、このトラックには5分おきに写真を撮ることのできる鳩カメラが積まれており、また犬もバスケットに入れられた鳩を運ぶよう訓練されていた。連合国の側でいうと、1943年ごろにはアメリカ軍の通信部隊が、鳩カメラを使用されている可能性に気づいていたとされている。
とはいえ一つ確かなことは、第二次世界大戦の間に、鳩カメラはおもちゃの形でドイツの保育園に浸透したということである。1935年ごろから「エラストラン」の商品名でこのトイ・フィギュアの製造がおこなわれており、その中には、鳩を運ぶ役目の犬を連れた通信部隊の兵士をモチーフにしたものもある。このフィギュアは、わかりやすく誇張した大きさの鳩カメラを持った鳩を放つ姿を表現している。
ヴヴェイのスイスカメラ博物館が実施した調査により、同時期にスイスの時計職人であるクリスチアン・エイドリアン・ミハエル(1912年-1980年）が行っていた鳩カメラの開発研究について多くのことがわかるようになった。彼は1931年にスイス軍の伝書鳩部門に配属され、1933年にはノイブロンナーのパノラマカメラで16mmフィルムを使うための改造の仕事にとりかかりはじめた。さらに彼は最初の露出までの時間を制御する仕組みや次の露出までにフィルムを動かす仕組みを改良した。1937年に特許を取得したミハエルのカメラは重さわずか70グラムで、ゼンマイ仕掛けによるタイマーをそなえた最初のカメラの1つであった。
ミハエルは自分のカメラをスイス軍に卸す予定だったが、実現はしなかった。彼のカメラをまとまった数で製造するメーカーが見つからなかったのである。結局彼のカメラは100台が製造されただけだった。第二次世界大戦が起こってから、ミハエルは伝書鳩がフィルムロールなどを運ぶための容器やハーネスについても特許を取得した。2002年から2007年に、彼がつくったカメラのうち3台がロンドンのクリスティーズでオークションにかけられた。
ヴヴェイのスイスカメラ博物館には、ミハエルが鳩カメラを開発する過程で試験的に撮影したおよそ1,000枚の写真を保管している。ほとんどの写真はアグフア・ゲバルト社が販売していた16mmのオルソパンクロマチック・フィルムを使いISO 8/10°のスピードで撮影されている。どの写真も10倍に拡大してもよいほどの品質であった。2007年の『鳩写真とは何か？』展のカタログでは、これらの写真を、地上あるいは窓から試験的に撮影したもの、地上あるいは建物上階から人間の視点に立って撮影されたもの、主に飛行機を利用した航空写真、おそらく飛行機から鳩を放って撮影した比較的高高度での航空写真などに分類しており、典型的な鳩による写真はごく一部であると記している。

## 戦後
アメリカ中央情報局(CIA)は、バッテリーを内蔵した鳩カメラを開発した。このカメラはCIAは博物館のヴァーチャル・ツアーで鑑賞することができるが、ウェブサイトによれば、このカメラの運用に関する詳細はいまも軍事機密である。報道によればこのカメラは1970年代に使用されており、鳩は飛行機から放たれたのだが、結局は失敗であったのだといわれる。1978年にはスイスの雑誌が、油圧機構をもったカメラをつけた鳩が撮影したバーゼルの街並みの航空写真を掲載した。2002年から2002年には、パフォーマンス・アーティストであり鳩愛好家のアモス・ラティエルがアドバンストフォトシステム(APS)とデジタルカメラを使用した鳩による写真撮影を行い、その結果をオレゴン州ポートランドで開催した「パワー・ポイント使い」の講義で活用した。2008年にはドイツ人監督アレンド・アクテが『眠れる森の美女』のリメイク作品を発表したが、この作品では、主人公が鳩による写真撮影を思いつき、鳩がとった写真をもとに眠れる森の美女を見つけ出すという演出があった。
現代のテクノロジーにより、このジャンルは写真だけでなく動画の領域にも広がった。2004年のBBCの番組「アニマル・カメラ」では、ワシ、ハヤブサ、タカに取り付けた小型のテレビカメラから、マイクロ波で近くの受信機まで送信された素晴らしい映像をスティーヴ・レオナルドが案内した。このカメラは28グラムの重さしかなかった。

## 読書案内
ノイブロンナーに関するもの
- Brons, Franziska (2006), “Bilder im Fluge: Julius Neubronners Brieftaubenfotografie” (German), Fotogeschichte 26 (100):  17–36.
- Gradenwitz, Alfred (1908), “Les pigeons photographes” (French), L'Illustration (3429):  322ff.
- Neubronner, Julius (1909) (German), Die Brieftaubenphotographie und ihre Bedeutung für die Kriegskunst, als Doppelsport, für die Wissenschaft und im Dienste der Presse. Nebst einem Anhang: 'Die Kritik des Auslandes', Dresden: Wilhelm Baensch.
- Neubronner, Julius (1910), “Die Photographie mit Brieftauben”, in Wachsmuth, Richard (German), Denkschrift der Ersten Internationalen Luftschiffahrts-Ausstellung (Ila) zu Frankfurt a.M. 1909, Berlin: Julius Springer, pp. 77–96, OCLC 44169647.
- Oelze, Friedrich Wilhelm (1910) (German), Brieftaubensport und Brieftaubenphotographie, Miniatur-Bibliothek für Sport und Spiel, 30–31, Leipzig, Berlin, Frankfurt a. M., Paris: Grethlein, OCLC 251937979.
- Wittenburg, Jan-Peter (2007), “Photographie aus der Vogelschau: zur Geschichte der Brieftaubenkamera” (German), Photo deal 4 (59):  16–22.

ミハエルに関するもの
- Äschlimann, Heinz (2008), “Die Entstehung des Bildes mit einer Brieftauben-Panoramakamera” (German), Photographica Cabinett (45):  43f.
- Berger, Olivier (May 2008) (French) (PDF), Rapport concernant le traitement de conservation-restauration d'une série de petits appareils photographiques pour pigeons, Basel: Art Metal Conservation GmbH, p. 4.
- Häfliger, Rolf (2008), “Eine Brieftaubenkamera aus der Schweiz?” (German), Photographica Cabinett (45):  34–43.
- (French) (PDF) Des pigeons photographes ?, Vevey: Musée suisse de l'appareil photographique, (2007), OCLC 428248338,  オリジナルの2011-01-16時点におけるアーカイブ。.